# Bandiera del Ghana
La bandiera del Ghana venne adottata nel 1957. Fu rimpiazzata da una variante con una banda bianca centrale dal 1964 al 1966.
La bandiera venne disegnata da Theodosia Okoh per rimpiazzare la bandiera britannica a seguito dell'ottenimento dell'indipendenza nel 1957. Consiste di tre bande orizzontali di uguali dimensioni con i colori panafricani dell'Etiopia, ovvero, dall'alto, rosso, oro e verde. Al centro della banda centrale è presente una stella nera a cinque punte. La bandiera del Ghana fu la prima bandiera africana a mostrare questi colori.
Il rosso rappresenta il sangue di coloro che morirono nella lotta per l'indipendenza della nazione, l'oro rappresenta le risorse minerarie della nazione, il verde simboleggia le ricche foreste e le risorse naturali del Ghana, mentre la stella nera rappresenta il simbolo dell'emancipazione ed unione africana nella lotta contro il colonialismo.

## Bandiere storiche

Bandiera della Costa d'Oro, parte dell'Africa Occidentale Britannica (1821-1957)
Bandiera dell'Unione degli Stati Africani (Ghana e Guinea) (1958-1961)
Bandiera dell'Unione degli Stati Africani (Ghana, Guinea e Mali) (1961-1962)
Bandiera ghanese (1964-1966)